# Französische Frauenfußballmeisterschaft 1983/84
Die französische Frauenfußballmeisterschaft 1983/84 war die zehnte Ausspielung dieses Titels nach der offiziellen Anerkennung des Frauenfußballs durch den Fußballverband Frankreichs im Jahr 1970.
Die Meisterschaft 1983/84 – eine frankreichweite höchste Liga gab es vor 1992 nicht – wurde in einer Mischung aus Gruppenspiel- und K.o.-Modus ausgetragen; für die Teilnahme an der landesweiten Endrunde mussten sich die Frauschaften zuvor auf regionaler Ebene qualifizieren. Die Vorjahresmeisterinnen von VGA Saint-Maur stießen erneut bis ins Endspiel vor; darin unterlagen sie allerdings der ASJ Soyaux, die ihren ersten – und mindestens für die folgenden 30 Jahre auch einzigen – französischen Meistertitel gewann.

## Vorrunde
Zunächst wurde in acht regional aufgeteilten Gruppen à sechs Frauschaften jeweils eine doppelte Punkterunde mit Hin- und Rückspielen ausgetragen. Die danach je drei Gruppenbesten, insgesamt also 24 Teams, erreichten die nächste Runde, das Viertelfinale, während die anderen 24 Mannschaften um das sogenannte Championnat de Deuxième Division, also die Zweitligameisterschaft, spielten. Dieser veränderte Austragungsmodus war erstmals zur Saison 1982/83 eingeführt worden. In den Gruppen der beiden ersten Runden trat jeder Verein gegen jeden anderen zweimal an, in einem Heim- und einem Auswärtsspiel. Bei Punktgleichheit von zwei oder mehr Teams – es galt die Zwei-Punkte-Regel – gab zunächst der direkte Vergleich und, falls notwendig, anschließend die bessere Tordifferenz aus sämtlichen Spielen den Ausschlag.
In den verwendeten Quellen werden für Vorrunde und Viertelfinale keine einzelnen Ergebnisse, sondern lediglich Abschlussplatzierungen und Pluspunktzahlen angegeben.
| Gruppe | Rang 1 bis 3                                                             | Rang 4 bis 6                                                      |
| ------ | ------------------------------------------------------------------------ | ----------------------------------------------------------------- |
| A      | FC Valence (17), US Cannes-Bocca (13), FC Grenoble (13)                  | SMUC Saint-Joseph (8), Olympique Marseille (6), Étoile Menton (1) |
| B      | ASJ Soyaux (17), AS Muret (15), Olympique Mirail Toulouse (11)           | ASPTT Bordeaux (7), ES Arpajon (6), FC Langon (4)                 |
| C      | CS Saint-Brieuc (18), Stade Quimper (14), US Montfaucon (12)             | AS Gagnerie (7), FC Bergot Brest (5), FF Cholet (4)               |
| D      | US Orléans (18), FCF Condé-sur-Noireau (17), US Villaines (8)            | EC Tours (8), AAJ Blois (5), US Le Mans (4)                       |
| E      | FCF Hénin-Beaumont (18), ES Juvisy-sur-Orge (16), AO Boran-sur-Oise (12) | Paris Saint-Germain (7), Fémina OS Hem (4), FCE Le Neubourg (3)   |
| F      | VGA Saint-Maur (20), AS Étrœungt (16), JS Poissy (10)                    | AS Saint-Quentin (8), AC Cambrai (6), Dreux FF (0)                |
| G      | FC Vendenheim (16), Stade Reims (15), FC Metz (14)                       | AS Nancy (9), FR Sessenheim (6), ASF Épinal (0)                   |
| H      | SC Caluire Saint-Clair (16), FC Lyon (14), AS Moulins (13)               | AS Valentigney (11), FC Baldersheim (3), AS Toussieu (3)          |

## Viertelfinale
Nach Abschluss der Gruppenspiele dieser Runde qualifizierte sich nur der jeweilige Tabellenerste für das Halbfinale, dessen Begegnungen in Hin- und Rückspiel ausgetragen wurden.
| Pl. | Verein                 | Pkte. |
| --- | ---------------------- | ----- |
| 1.  | AS Muret               | 16    |
| 2.  | SC Caluire Saint-Clair | 14    |
| 3.  | Olymp. Mirail Toulouse | 11    |
| 4.  | FC Valence             | 10    |
| 5.  | FC Grenoble            | 06    |
| 6.  | US Cannes-Bocca        | 02    |

| Pl. | Verein           | Pkte. |
| --- | ---------------- | ----- |
| 1.  | ASJ Soyaux       | 15    |
| 2.  | Stade Quimper    | 13    |
| 3.  | CS Saint-Brieuc  | 10    |
| 4.  | US Montfaucon    | 10    |
| 5.  | FCF Condé-sur-N. | 08    |
| 6.  | US Villaines     | 0     |

| Pl. | Verein         | Pkte. |
| --- | -------------- | ----- |
| 1.  | VGA Saint-Maur | 17    |
| 2.  | Stade Reims    | 13    |
| 3.  | AS Moulins     | 13    |
| 4.  | US Orléans     | 08    |
| 5.  | JS Poissy      | 05    |
| 6.  | FC Lyon        | 04    |

| Pl. | Verein             | Pkte. |
| --- | ------------------ | ----- |
| 1.  | FCF Hénin-Beaumont | 16    |
| 2.  | ES Juvisy-sur-Orge | 11    |
| 3.  | FC Metz            | 11    |
| 4.  | AS Étrœungt        | 10    |
| 5.  | FC Vendenheim      | 07    |
| 6.  | AO Boran-sur-Oise  | 05    |

## Halbfinale
| VGA Saint-Maur – AS Muret       | 1:1 | 4:2 |
| ASJ Soyaux – FCF Hénin-Beaumont | 1:1 | 1:0 |

## Endspiel
Das Finale fand am 3. Juni 1984 in Sully-sur-Loire statt.
| ASJ Soyaux – VGA Saint-Maur | 1:0 (1:0) |

Aufstellungen
- Soyaux: Rouyer – Santiago (M.-C. Clergeau), Françoise Paulhac, Mazoué, Sylvie Dizier – Cathérine Mercadier, Florence Rimbault, Bernadette Constantin – Baudry, Delbecque (Cornu), Sylvie Bailly
Trainer: Claude Fort
- Saint-Maur: Sandrine Roux – Bachir-Bei, Marie-Antoinette Bilon, Noiret, Guilly – Corine Suchodolski, Martine Puentes (Thérésin), Élisabeth Loisel – Sylvie Baracat, Marie-Agnès Annequin, Régine Mismacq
Trainerin: Dominique Tedeschi

Tor
1:0 Delbecque (35.)